# Ригіно
Ригіно (рос. Рыгино) — присілок у Солнечногорському районі Московської області Російської Федерації.

## Розташування
Ригіно входить до складу міського поселення Солнечногорськ, воно розташовано поруч із озером Сенеж.

## Населення
Станом на 2010 рік у присілку проживало 0 людей